# Pokimane
Imane Anys (Marruecos, 14 de mayo de 1996), más conocida como Pokimane, es una youtuber y streamer de Twitch marroquí-canadiense. Es más conocida por sus retransmisiones en directo en Twitch, transmitiendo contenidos de videojuegos, sobre todo de League of Legends y Fortnite. Actualmente es la streamer femenina más seguida en la plataforma. Es miembro y cofundadora de OfflineTV, un grupo de entretenimiento social en línea de creadores de contenido.

## Carrera

### Como streamer de Twitch
Anys creó su cuenta de Twitch en junio de 2013. Empezó a retransmitir ese mismo año con un PC de 250 dólares que compró en un sitio web de anuncios después de alcanzar el rango de platino en League of Legends. El nombre Pokimane es un portmanteau de Pokémon y su nombre, Imane.
Ganó 450 000 seguidores en Twitch en 2017, lo que hizo que su cuenta se situara entre las 100 más seguidas de la plataforma. Como resultado del ascenso de su cuenta en la plataforma en 2017, los Shorty Awards la nombraron mejor streamer de Twitch del año. Los Shorty Awards detallaron que su juego y sus comentarios sobre el popular juego League of Legends la impulsaron a la popularidad en Twitch. Anys tuvo una aparición en un tráiler del videojuego, en el que se anunciaba un nuevo modo de juego.
Anys es conocida por retransmitir el juego y los comentarios de Fortnite, que primero retransmitió como parte de un patrocinio. En el E3 de 2018, Epic Games, sus desarrolladores, organizaron un evento pro-am. El evento emparejó a streamers con celebridades de la corriente principal en un partido del modo Battle Royale de Fortnite; Anys fue emparejado con el rapero Desiigner, pero poco antes del evento, fue reemplazado por el jugador de baloncesto Josh Hart. A mediados de marzo de 2019, Anys abordó su cantidad decreciente de streams de Fortnite, declarando que necesitaba "pensar en lo que me gusta o no del contenido que he estado haciendo".
El sitio web de noticias tecnológicas Digital Trends detalló que Anys interactúa con frecuencia con su público y describió su "personalidad relajada pero entusiasta" como "perfectamente adecuada para las transmisiones de formato largo". Además de transmitir contenido de juegos, Anys también hace podcasts y transmite diversos momentos del mundo real.
Como uno de los streamers más populares de la plataforma, Twitch se ha asociado directamente con Anys. En julio de 2018, Twitch la seleccionó como una de las 15 embajadoras para la iteración 2018 de su evento TwitchCon. Más tarde ese mes, Twitch también programó a Anys como socia de su Twitch Creator Camp, una serie de transmisiones y artículos diseñados para ayudar a los creadores de contenido a construir canales exitosos. En marzo de 2020, Anys firmó una exclusividad de varios años con Twitch. Social Blade enumeró a Anys como el noveno usuario más seguido en Twitch, con más de 8,5 millones de seguidores a fecha de diciembre de 2021.
A finales de octubre de 2020, Anys colaboró con las representantes estadounidenses Alexandria Ocasio-Cortez e Ilhan Omar, junto con varios otros streamers notables, como Disguised Toast y HasanAbi, para una sesión de Among Us como parte de una iniciativa para conseguir el voto para las elecciones presidenciales de 2020 en Estados Unidos.
Anys fue nombrada una destacada en la lista de Forbes de 2021 de 30 menores de 30 años en la categoría de "Juegos", en la que se señalaba su prominencia como la mayor streamer femenina en Twitch y como una de las fundadoras de OfflineTV. Tenía 8,5 millones de seguidores en Twitch en julio de 2021.
El 8 de enero de 2022, la cuenta de Twitch de Anys fue suspendida durante 48 horas a mitad de un stream de Avatar: la leyenda de Aang tras una reclamación de la DMCA por parte de ViacomCBS. Más adelante en el mes, su stream fue asaltado por los espectadores de JiDion. Más tarde fue baneado, lo que llamó la atención del streamer Ninja, que declaró que usaría sus conexiones para conseguir que se revocara el baneo. Anys criticó esta respuesta de Ninja, en particular llamando a Ninja el uso de la palabra "perras" al hablar sobre el tema.
En febrero de 2022, Anys volvió a firmar con Twitch.

### Carrera en YouTube
Además de retransmitir en la plataforma Twitch, Anys también tiene varios canales de YouTube. El canal "Pokimane" presenta clips editados de juegos de las transmisiones, mientras que "Pokimane Too" incluye clips no relacionados de su contenido de juegos, vlogs y podcast. En el canal "Pokimane VODS", se suben clips VOD completos y sin editar de streams. El canal "Poki ASMR" presentaba vídeos que forman parte de una comunidad más amplia de YouTube de contenido ASMR, aunque quedó abandonado poco después. En 2021, Anys lanzó un nuevo canal titulado simplemente "imane" (estilizado en minúsculas) que cubre temas más personales y vlogs en lugar de temas relacionados con los juegos.
Anys también es miembro de OfflineTV, un canal colaborativo de YouTube formado por creadores de contenido. Hablando sobre el canal, Anys declaró: "no es divertido ser un streamer y vivir solo, así que decidimos unirnos de una manera en la que no solo nos hacemos compañía sino que también podemos colaborar y realmente hacer un buen trabajo y contenido para todos los demás".

### Otras áreas
En octubre de 2019, se anunció que Anys, entre otras personalidades de Internet, aparecería en la película Free Guy, dirigida por Shawn Levy, que se estrenó en agosto de 2021.
En junio de 2020, Anys se unió a la marca de moda Cloak de Markiplier y Jacksepticeye como socio y director creativo.
Anys hizo un cameo en el vídeo musical de la canción Inferno de Bella Poarch, lanzada en agosto de 2021.
En octubre de 2021, se anunció que Anys había colaborado en el lanzamiento de una empresa de gestión de talento y consultoría de marca llamada RTS, en la que ejercerá como directora creativa.

## Vida personal
Anys nació en Marruecos el 14 de mayo de 1996. Su familia se trasladó a Quebec (Canadá) cuando tenía cuatro años. Sus padres eran académicos. Anys asistió a la Universidad McMaster y estudió ingeniería química, pero abandonó los estudios más tarde para dedicarse a su carrera de streaming a tiempo completo.

## Premios y nominaciones
| Año  | Premio                          | Categoría                       | Resultado | Referencias |
| ---- | ------------------------------- | ------------------------------- | --------- | ----------- |
| 2025 | Nickelodeon Kids' Choice Awards | Jugador de videojuegos favorito | Nominada  | [ 39 ]      |